# Липки (Ромодановський район)
Ли́пки (рос. Липки, ерз. Липки) — селище у складі Ромодановського району Мордовії, Росія. Адміністративний центр Липкинського сільського поселення.
В радянські часи існувало окремих два населених пункти — Липки та совхоз Вирипаєвський.

## Населення
Населення — 393 особи (2010; 436 у 2002).
Національний склад (станом на 2002 рік):
- росіяни — 86 %